# Amt Lützen

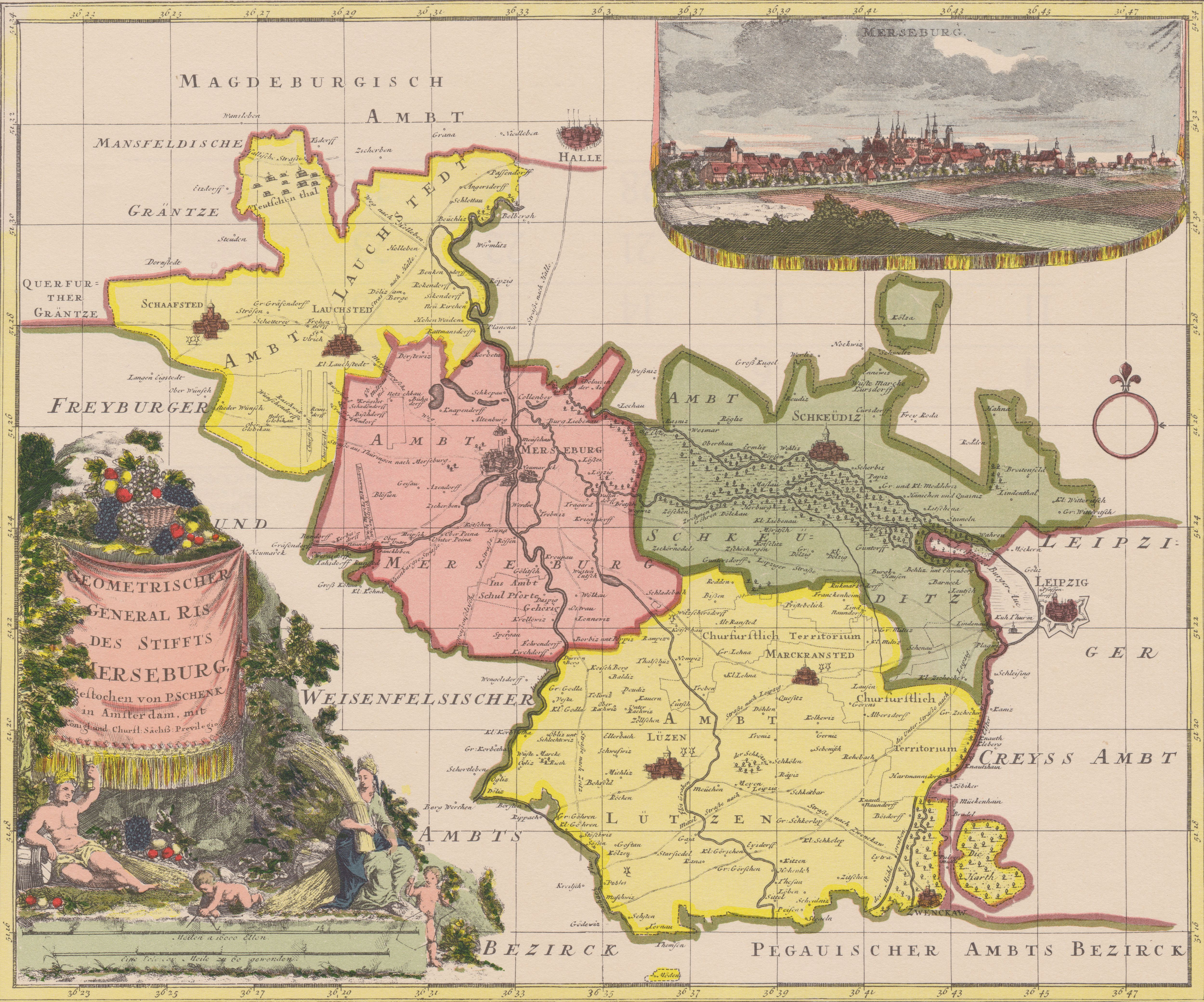
Die Ämter Lauchstädt, Merseburg, Schkeuditz und Lützen um 1740

Das Amt Lützen war eine zum Hochstift Merseburg und zwischen 1656/57 und 1738 zum Sekundogenitur-Fürstentum Sachsen-Merseburg gehörige territoriale Verwaltungseinheit des Kurfürstentums Sachsen. Bis zur teilweisen Abtretung an Preußen im Jahr 1815 bildete es den räumlichen Bezugspunkt für die Einforderung landesherrlicher Abgaben und Frondienste, für Polizei, Rechtsprechung und Heeresfolge.

## Geographische Lage
Das Amt Lützen lag in der Leipziger Tieflandsbucht. Es wurde von Saale im Westen und Weißer Elster im Osten begrenzt. Weitere Gewässer im Amt waren der Elsterfloßgraben und der Zschampert. Einige westliche Stadtteile der heutigen Großstadt Leipzig gehörten als Exklaven zum Amt Lützen. Das Gebiet von Sachsen-Merseburg reichte somit bis unmittelbar an die Stadtgrenze von Leipzig. Zollort war der heutige Stadtteil Lindenau. Aufgrund des Braunkohleabbaus existieren die Orte Bösdorf, Eythra und Zeschwitz mit dem Forst Die Harth im Osten (Tagebau Zwenkau) und die im Süden liegende Exklave Mödnitz (Tagebau Profen) heute nicht mehr.
Das Gebiet des Amts liegt heute teilweise in den Bundesländern Sachsen-Anhalt (Landkreise Saalekreis und Burgenlandkreis) und in Sachsen (Stadt und Landkreis Leipzig).

## Angrenzende Verwaltungseinheiten
| Amt Merseburg (Sachsen-Merseburg)      | Amt Schkeuditz (Sachsen-Merseburg)          |                                          |
|                                        | Kompassrose, die auf Nachbargemeinden zeigt | Kreisamt Leipzig (Kurfürstentum Sachsen) |
| Amt Weißenfels (Kurfürstentum Sachsen) |                                             | Amt Pegau (Kurfürstentum Sachsen)        |

## Geschichte
Das Amt Lützen war seit dem 13. Jahrhundert ein bischöfliches Amt des Hochstifts Merseburg. Nach der Leipziger Teilung 1485 wurde das Amt zum Einflussbereich der albertinischen Linie der Wettiner gerechnet. Durch die Säkularisation des Bistums Merseburg gelangte das Bistum mit seinen Ämtern im Jahr 1547 an das Kurfürstentum Sachsen und wurde 1561 kursächsisches Nebenland.
Lützen war im Jahre 1632 Schauplatz der Schlacht bei Lützen, einer der Hauptschlachten des Dreißigjährigen Krieges. Der Schwedenkönig Gustav II. Adolf ist in dieser Schlacht gefallen.
Das merseburgische Amt Zwenkau wurde 1655 Teil des Amts Lützen. Zu ihm gehörten u. a. die Stadt Zwenkau und ein Teil von Zeschwitz. Zwischen 1657 und 1738 gehörte das Amt Lützen dem wettinischen Sekundogenitur-Fürstentum Sachsen-Merseburg an.
Nach der Niederlage Napoleons und des mit ihm verbündeten Königreichs Sachsen musste das Königreich Sachsen nach Beschluss des Wiener Kongresses im Jahr 1815 einen großen Teil seines Gebietes an das Königreich Preußen abtreten. Das Amt Lützen wurde dabei geteilt. Der größere Westteil wurde der preußischen Provinz Sachsen (Landkreis Merseburg) angegliedert, der kleinere Ostteil kam an das sächsische Kreisamt Leipzig. Das Amt Zwenkau blieb wie der Ostteil bei Sachsen und wurde 1819 dem Amt Pegau angegliedert.

## Zugehörige Orte

### Orte im heutigen Freistaat Sachsen
Städte, die 1815 bei Sachsen verblieben
- Markranstädt
- Zwenkau mit Vorstadt Berg[1]

Dörfer, die 1815 bei Sachsen verblieben
| - Bösdorf - Eythra - Frankenheim - Gärnitz - Groß-Miltitz | - Kleinzschocher (Exklave) - Knautnaundorf - Kulkwitz - Lindenau (Exklave) - Lindennaundorf | - Plagwitz (Exklave) - Priesteblich - Quesitz - Rehbach - Seebenisch | - Zeschwitz (anteilig, Exklave) |

Weiterer Besitz, der 1815 bei Sachsen verblieb
- Forstbezirk Die Harth (Exklave)

Dörfer, die 1815 an Preußen abgetreten wurden
| - Döhlen - Eisdorf - Großschkorlopp - Hohenlohe - Kitzen | - Kleinlehna - Kleinschkorlopp - Löben - Meyhen - Peißen | - Räpitz - Scheidens - Schkeitbar - Schkölen - Seegel | - Sittel - Thesau - Thronitz - Zitzschen |

### Orte im heutigen Land Sachsen-Anhalt
Städte, die 1815 an Preußen abgetreten wurden
- Lützen

Dörfer, die 1815 an Preußen abgetreten wurden
| - Balditz - Bothfeld - Dürrenberg - Dehlitz a. d. Saale - Ellerbach - Groß-Goddula - Klein-Goddula - Gostau - Großgöhren - Großgörschen | - Kaja - Kauern - Keuschberg - Kleingöhren - Kleingörschen - Kleinkorbetha - Kölzen - Kötzschau - Meuchen - Michlitz | - Mödnitz (Exklave) - Muschwitz - Nempitz - Oebles - Oeglitzsch - Pissen - Pobles - Ragwitz - Rahna - Rampitz | - Rodden - Röcken - Schlechtewitz - Schweßwitz - Söhesten - Sössen - Starsiedel - Stößwitz - Teuditz - Thalschütz | - Tollwitz - Tornau - Vesta - Witzschersdorf - Zöllschen |

## Amtleute
- 1592 Hans von Dieskau (Amtmann)